# Olpiolum puertoricensis
Olpiolum puertoricensis är en spindeldjursart som först beskrevs av Clarence Clayton Hoff 1945.  Olpiolum puertoricensis ingår i släktet Olpiolum och familjen Olpiidae. Inga underarter finns listade i Catalogue of Life.